# Rudi Fuchs
Rudolf Herman (Rudi) Fuchs (Eindhoven, 28 april 1942) is een Nederlands kunsthistoricus. Binnen Nederland is hij het bekendst als voormalig directeur van het Stedelijk Museum in Amsterdam. Internationaal verwierf hij bekendheid als organisator van Documenta 7 te Kassel.

## Biografie
Fuchs studeerde van 1967 tot 1975 kunstgeschiedenis aan de Universiteit Leiden en kreeg daar na zijn afstuderen een positie als wetenschappelijk medewerker aan het Kunsthistorisch Instituut. In 1975 werd hij directeur van het Van Abbemuseum in Eindhoven. Tussen 1987 en 1993 was hij directeur van het Haags Gemeentemuseum. Vervolgens werd hij in februari 1993 directeur van het Stedelijk Museum in Amsterdam, waar hij Wim Beeren opvolgde. Hij werkte daar tot 1 januari 2003. 
Na het vertrek van Fuchs bij het Stedelijk Museum werd ad interim Hans van Beers directeur, die op zijn beurt in september 2004 werd opgevolgd door Gijs van Tuyl.
In 1967 werd zijn dochter Titia geboren, die later advocaat werd. In 1970 werden de zoons van Fuchs geboren, een tweeling. Een van hen is grafisch ontwerper Rutger Fuchs.
Fuchs was tussen 1984 en 1990 artistiek directeur van het Museo d'Arte Contemporanea in Turijn. In 1982 was hij artistiek directeur van de Documenta 7 in Kassel (Duitsland). Van januari 2005 tot eind 2007 was Fuchs de eerste hoogleraar op de leerstoel Kunstpresentatoren aan de Universiteit van Amsterdam.

## Schrijver over beeldende kunst
Vanaf 1962 is Fuchs tevens actief als kunstcriticus; in eerste instantie schreef hij voor het Eindhovens Dagblad. Vanaf 1967/68 was hij criticus en columnist voor De Gids en voor NRC Handelsblad. Fuchs heeft veel artikelen over Nederlandse en buitenlandse kunstenaars gepubliceerd. Hij is auteur van boeken over onder anderen Karel Appel en Rembrandt en over de Nederlandse schilderkunst. Tussen 2009 en 2022 schreef Fuchs een wekelijks artikel over kunst in De Groene Amsterdammer. In 2011 kreeg hij de Prijs voor de Kunstkritiek.

## Organisator van tentoonstellingen
Fuchs was gastconservator van een groot aantal tentoonstellingen, onder meer van een tentoonstelling in het Paleis voor Schone Kunsten in Brussel, getiteld "Reis van Rudi Fuchs langs de kunst der Lage Landen", waarin het werk van Karel Appel met dat van andere Nederlandse kunstenaars werd vergeleken.
Hij was onder meer curator van de volgende tentoonstellingen:
- 1982 Documenta 7 te Kassel in Duitsland
- 1987 Jan Dibbets in Minneapolis, Detroit en het Guggenheim Museum in New York
- 1989 Arnulf Rainer in het Guggenheim, New York en het Museum of Contemporary Art, Chicago
- 1995 Expositie Views from Abroad, Whitney Museum, New York
- 1997 Samen met Jan Hoet van een tentoonstelling over moderne Nederlandse en Vlaamse kunstenaars in het Palazzo Grassi te Venetië

## Bestuurs- en adviesfuncties
- Lid van het bestuur van de Chinati Foundation in Marfa, Texas (gewijd aan grote installaties van sculptuur, gesticht door de kunstenaar Donald Judd)
- Vanaf 1991 tot 2000 voorzitter van het Comité International des Musées d’Art Moderne (CIMAM), sinds 2000 erelid
- Bestuurslid van de Sikkens Foundation en voorzitter van de Stichting Ateliers '63 te Amsterdam (tot 2000)
- Lid van de Reform-Kommission van het Museum für Angewandte Kunst, Wenen (1992-93)
- Bestuurslid van de Stichting Openbaar Kunstbezit
- Lid van de Adviescommissie van het Bonnefantenmuseum Maastricht
- Bestuurslid Appel Foundation, Amsterdam
- Lid Rijkscommissie van Advies voor de Bouw van Schouwburgen, Concertzalen & Musea, Amsterdam
- Lid Raad voor Advies van de Vereniging Rembrandt, Amsterdam
- Bestuurslid Lucebert Stichting, Bergen (Noord-Holland) (vanaf 2000)
- Lid adviescomité museale zaken Fondazione CRT, Turijn, Italië
- Lid Adviesraad Sammlung Essl, Klosterneuburg, Oostenrijk
- Lid Programmacommissie Bawag Foundation, Wenen, Oostenrijk
- Bestuurslid R.P.Lohse Stiftung, Zürich, Zwitserland
- Bestuurslid van de Vereniging van Vrienden van het Stedelijk Museum
- Adviseur van de Stichting Dutch Art Works

## Onderscheidingen
- Ridder in de Orde van Sint-Olaf, Noorwegen, 1996
- Ridder in de Orde van de Nederlandse Leeuw, april 1998
- Commandeur in de Orde van Verdienste van de Republiek Italië, mei 1998
- Commandeur dans l'Ordre de la Couronne de Chêne, Groothertogdom Luxemburg, 1999
- Verdienstkreuz 1. Klasse van de Verdienstordens der Bundesrepublik Deutschland, maart 2002
- De Gouden Museummedaille van de stad Amsterdam
- Eremedaille voor Kunst en Wetenschap behorende bij de Huisorde van Oranje, 31 oktober 2007